# Wysoczyzna Łobeska
Wysoczyzna Łobeska (314.44) – mezoregion fizycznogeograficzny w północno-zachodniej Polsce, stanowiący centralną część Pojezierza Zachodniopomorskiego. Region graniczy od północy z Równiną Gryficką, od zachodu z Równiną Nowogardzką, od południa z Pojezierzem Ińskim, a od wschodu z Pojezierzem Drawskim i Równiną Białogardzką. Wysoczyzna Łobeska leży w całości w obrębie woj. zachodniopomorskiego.
Mezoregion jest morenową wysoczyzną ze wzniesieniami sięgającymi ponad 100 m n.p.m. Na wschód od doliny Regi (główna rzeka regionu), na pograniczu z Pojezierzem Drawskim, leży pasmo znacznie wyższych czołowych moren recesyjnych pod nazwą Gór Kłodzińskich, z najwyższą Klorówką (176,2 m) nad Białym Zdrojem. W regionie jest mało jezior, a te istniejące są niewielkie. Wysoczyznę Łobeską przecinają głębokie doliny rzek (pierwotnie rynny subglacjalne), głównie Regi i jej dopływów (Ukleja, Brzeźnicka Węgorza, Stara Rega, Łoźnica). W północno-zachodniej części Rezerwat przyrody Mszar nad jeziorem Piaski. Gospodarka regionalna ma mieszany charakter rolniczo-leśniczy.
Głównymi ośrodkami miejskimi regionu są Łobez, Świdwin i Dobra Nowogardzka, ponadto wsie Rąbino, Radowo Małe i Brzeżno.
Głównymi ciągami komunikacyjnymi są: Linia kolejowa nr 202, DW146, DW147, DW148, DW151, DW152 i DW162.

## Turystyka
Obecnie obszar słabo zagospodarowany turystycznie, choć predysponowany jest do rozwoju turystyki rowerowej, konnej czy spływów kajakowych.  

### Szlaki turystyczne
- Szlak Kotła Świdwińskiego
- Szlak rowerowy „Brzeźnicka Węgorza” (Węgorzyno PKP – Ginawa – Brzeźniak – Łobez – Przytoń – Węgorzyno PKP)
- [proj.] (Łobez – Resko – Płoty – Gryfice – Trzebiatów)
- Szlak rowerowy „Dolina Rzeki Regi”
- Szlak rowerowy „Pomniki i Rezerwaty Przyrody”
- Szlak rowerowy „Zabytkowe Kościoły Wiejskie”
- Rega – spływy kajakowe